# 邊久季夫卡
49°53′20″N 30°38′54″E / 49.88889°N 30.64833°E
本久希夫卡（烏克蘭語：Бендюгівка）是位於烏克蘭北部的村莊，由基辅州奧布希夫區的卡哈爾利克市鎮負責管轄。該村始建於1777年，面積3.57平方公里，海拔高度166米，2001年人口317，人口密度每平方公里88.9人。